# Plaja (film din 1954)

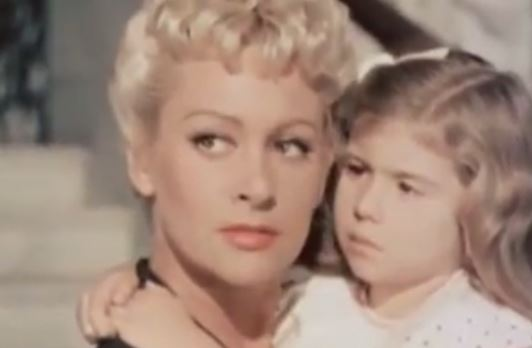
Scenă din film cu Martine Carol

Plaja (titlul original: în italiană La spiaggia) este un film de comedie dramatică, coproducție franco-italiană realizat în 1954 de regizorul Alberto Lattuada, protagoniști fiind actorii Martine Carol, Raf Vallone, Mario Carotenuto și Carlo Romano. 

## Rezumat
Hotărâtă să plece în Liguria cu fiica ei Caterina pentru o scurtă vacanță de vară, Anna Maria Mentorsi (care este de fapt o prostituată), în trenul care o duce la Riviera, este convinsă de un domn drăguț (care mai târziu se dovedește a fi Silvio, primarul din Pontorno) să nu coboare la Terrazzi, așa cum a intenționat să facă la început, ci să se cazeze tocmai în orașul Pontorno.
Considerată a fi o văduvă respectabilă, ea este acceptată mai întâi de societatea bună, de ceilalți oaspeți ai Hotelului Palace și de patronii stabilimentului său de scăldat, dar când i se descoperă profesia, în jurul ei se face un gol. Primarul Silvio încearcă să o ajute, dar nu are suficientă putere pentru a contracara ipocrizia și respectabilitatea. Singura soluție pentru Anna Maria pare să fie să-l însoțească pe miliardarul local Chiastrino, invidiat și flatat de toți...

## Distribuție
- Martine Carol – Anna Maria Mentorsi
- Raf Vallone – Silvio, primarul din Pontorno
- Mario Carotenuto – Carlo Albertocchi
- Carlo Romano – Luigi
- Clelia Matania – dna. Albertocchi
- Carlo Bianco – Chiastrino, miliardarul
- Nico Pepe – un fost fumător slab
- Anna Bassi –
- Mara Berni – dna. Marini
- Patrizia Deaton –
- Nada Fiorelli – Ester
- Rosy Mazzacurati – dna. snoabă
- Luciana Momigliano –
- Valeria Moriconi – Gughi, existențialista
- Elly Norden – dna. engleză
- Anna Gabriella Pisani – Caterina Mentorsi, fiica Annei Maria
- Marcella Rovena – Luigina, soția lui Roberto
- Zina Rachevsky – contesa Azzurra
- Enrico François – complicele contesei Azzurra
- Maria Pia Trepaoli – o vilegiaturistă
- Bruno Bettiol – Bruno Albertocchi
- Mario Bettiol – un băiețel
- Sandro Bianchi – un scăldător
- Georges Bréhat – soțul doamnei engleze
- Marco Ferreri – un fost fumător gras
- Ennio Girolami – Riccardo
- Enrico Glori – directorul Hotelului Palace
- Giancarlo Zarfati – copilul ce aduna sticle

## Aprecieri
„ Variație pe tema lui Boule de Suif la plajă, ocazie pentru realizator să observe, sub lupă, în acest microcosm uman, contrastul dintre virtutea marginalizaților și depravarea snobilor bogați. Lattuada, vechi complice al lui Federico, fellinizează avant la lettre, prin aplicarea burlescului dadaist în satira socială, deși în atmosferă parcă ar pluti ceva și din incomunicabilitatea viitorului Antonioni. Într-un rol episodic, de fumător înveterat, poate fi văzut, chiar la începutul filmului, viitorul regizor Marco Ferreri. ”—T. Caranfil , Dicționar universal de filme 